# Fatih-Moschee (Salacak)

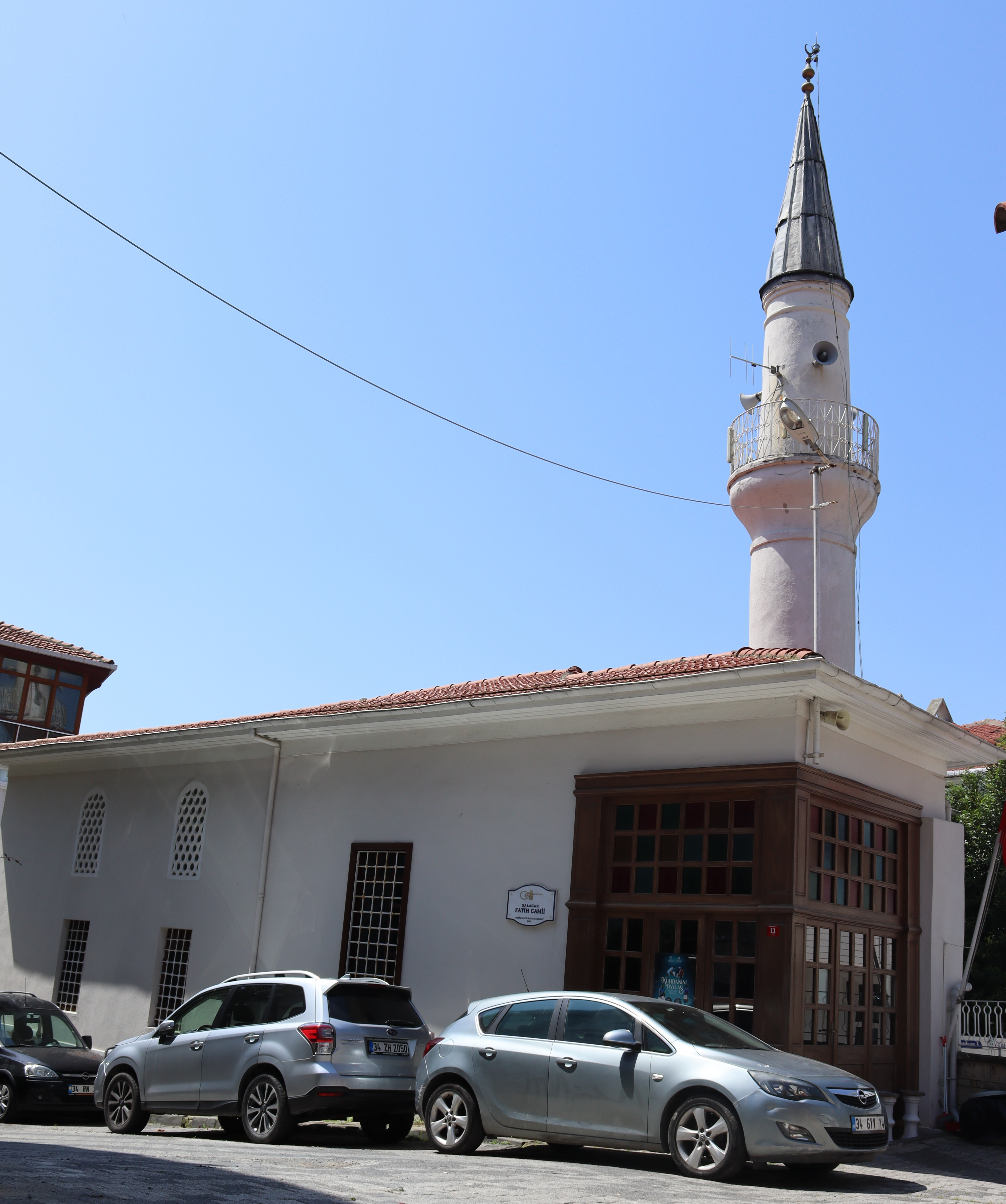
Fatih-Moschee (Salacak)

Die Fatih-Moschee in Salacak, nicht zu verwechseln mit der Fatih-Moschee im Stadtteil Fatih, ist eine historische Moschee aus osmanischer Zeit und befindet sich im Bezirk Salacak im Istanbuler Stadtteil Üsküdar. Sie wurde vom siebten osmanischen Sultan Mehmed II. zu Ehren des islamischen Religionsgelehrten Akşemseddin erbaut. Die Moschee, deren Bau 1453 begann, wurde im selben Jahr für das Gebet eröffnet. Die Moschee spiegelt architektonisch die klassischen osmanischen Inspirationen wider.
Die im Laufe der Zeit verfallene Moschee wurde 1753 unter  Mahmud I. restauriert. Später wurde sie verschiedene Male renoviert, unter anderem nach dem Erdbeben im Jahre 1894. 1898 wurde die Moschee in ihre heutige Form gebracht.
An die Moschee wurde später eine Brunnenanlage gebaut. Die Moschee befindet sich inmitten von Wohnbebauungen in der Nähe des Studionklosters.